# Nattskärra
Nattskärra (Caprimulgus europaeus) är en nattaktiv fågelart som häckar i Eurasien och nordvästra Afrika. Den jagar flygande insekter, inte minst i skymningen.

## Utseende
Nattskärran är välkamouflerad. Dess fjäderdräkt är vattrad i grått, svart och rostgult med längsgående svarta fläckar. Hos hanen har de tre främsta handpennorna en stor vit fläck på mitten, och de två yttersta stjärtpennorna på varje sida har vit spets. Hos honan, som för övrigt utmärks genom något dunklare färger, är dessa partier rostgula istället för vita.
Den mäter 26–28 centimeter i längd och har ett vingspann på 57–64 centimeter. Hane och hona är lika stora. Nattskärran har ett stort, platt huvud med en mycket kort men bred näbb som omges av borst som sitter fast vid näbbroten. De korta fötterna med starkt förlängd mittå ses sällan när fågeln observeras i fält. I flykten verkar den betydligt större och falkliknande.

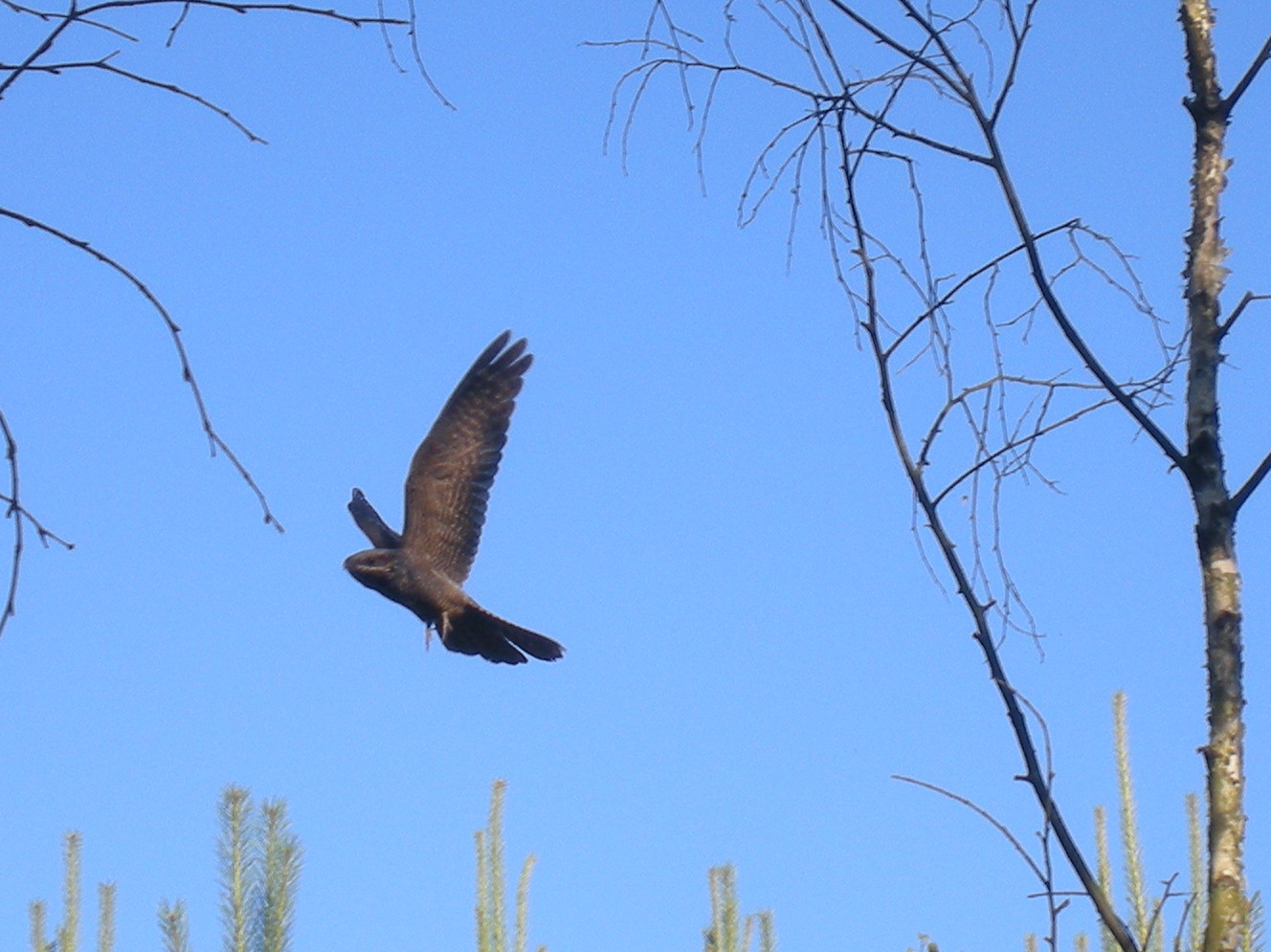
Nattskärra i flykten.

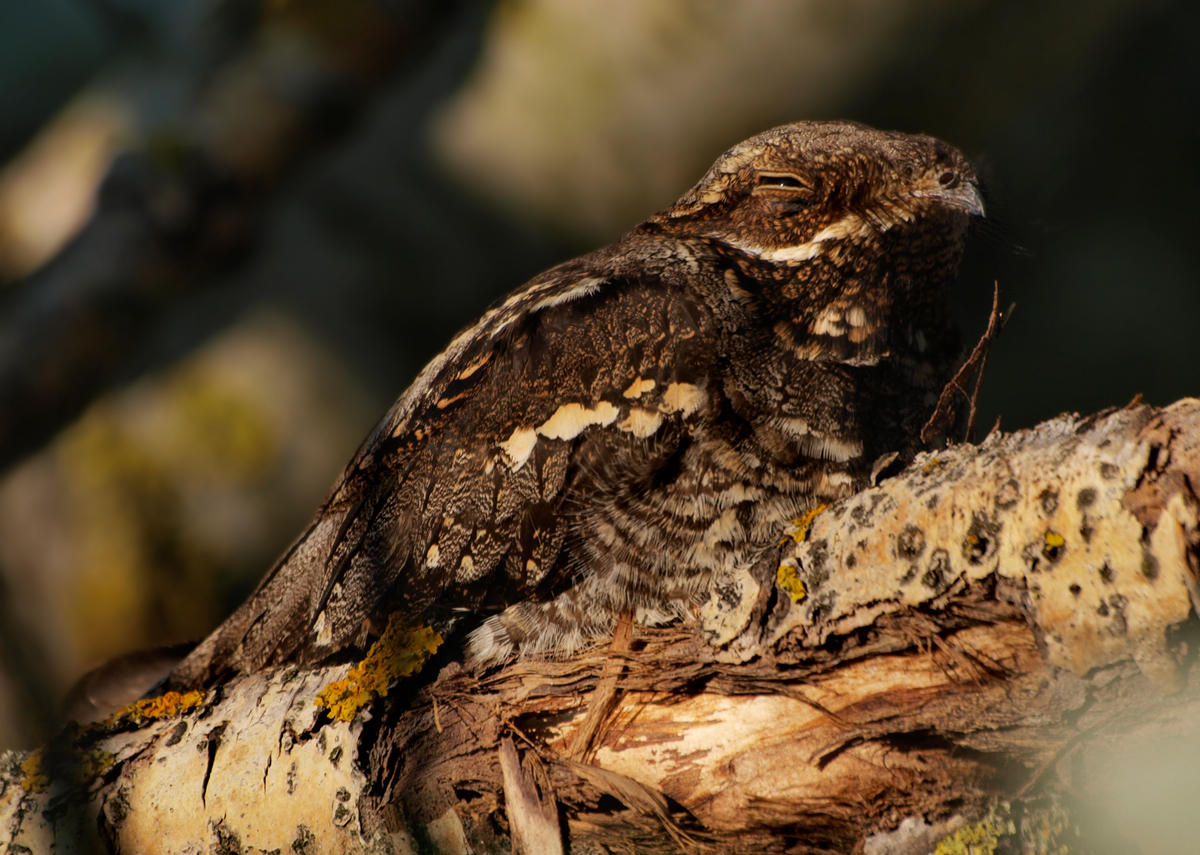
Hona på en björkgren.

## Läte
Nattskärran uppmärksammas främst genom sin sång som oftast framförs nattetid från en upphöjd plats. Den kan närmast jämföras med ljudet av en spinnrock, vilket även historiskt lett till folkliga namn som spånekäring (spinnkäring). Ljudet kan även liknas vid en motorcykel som kör förbi på långt avstånd.  
Denna sång framförs i timtal nästan utan paus i skymningen och på natten. Detta "surrande", som varierar i tonhöjd och ljudstyrka, växlar vid större upprördhet från kvåårååårrrårrr... till erreeerreerrreerrreeerr... När det plötsligt avstannar kan man ibland förnimma mycket höga, utdragna diiieyyh-inslag och flerfaldiga, ganska högljudda vingslag. Även näbbklappranden kan höras särskilt när den jagar insekter.  
I ljudexempel kan man tydligt märka variationer i intensitet som orsakas av att fågeln byter läge.

## Utbredning och systematik
Nattskärran är en utpräglad flyttfågel som häckar i palearktis i ett område som sträcker sig från nordvästra Afrika över stora delar av Europa. Den förekommer så långt norrut som mellersta Storbritannien, sällsynt i södra Norrland i Sverige och mellersta Finland och österut genom södra Ryssland, Mongoliet, till Bajkalsjön och de nordliga delarna av mellersta Kina. Den saknas som häckfågel i stora delar av Kazakstan men häckar söder om landet, så långt söderut som sydvästra Iran.
Den övervintrar främst i tropiska och södra Afrika, i Zambia, Malawi, Namibia, Zimbabwe och Sydafrika men även i Gambia.

### Underarter
Nattskärran delas upp i sex underarter med följande utbredning:
- nordlig nattskärra[7] Caprimulgus europaeus europaeus – nominatformen häckar i norra och centrala Europa och österut genom artens norra utbredningsområde till Bajkalsjön.
- Caprimulgus europaeus meridionalis (Hartert, 1896) – häckar runt Medelhavet till nordvästra Iran och Kaspiska havet
- Caprimulgus europaeus sarudnyi (Hartert, 1912) – häckar öster om Kaspiska havet från Kazakstan till Altaj
- Caprimulgus europaeus unwini (Hume, 1871) – häckar från Irak och Iran till västra Tien Shan, Turkmenistan och Uzbekistan
- Caprimulgus europaeus plumipes (Przevalski, 1876) – häckar från nordvästra Kina till västra Mongoliet
- Caprimulgus europaeus dementievi (Stegmann, 1949) – häckar i nordöstra Mongoliet och södra Transbajkal

Den mytiska tarimnattskärran (Caprimulgus centralasiaticus) behandlades fram tills nyligen som en egen art, men anses numera vara en nattskärra. Den var bara känd från ett enda exemplar, en yngre hona insamlad i södra kanten av Taklamakanöknen 1929. Den har nu analyserats genetiskt och morfologiskt, varvid den hamnar i en klad med plumipes. Möjligen kan den utgöra en hybrid mellan en hona plumipes och en hane av en annan underart.

### Förekomst i Sverige
Nattskärra häckar i Sverige ojämnt i södra och mellersta Sverige samt i Norrlands kustland norrut till Hälsingland.

## Ekologi

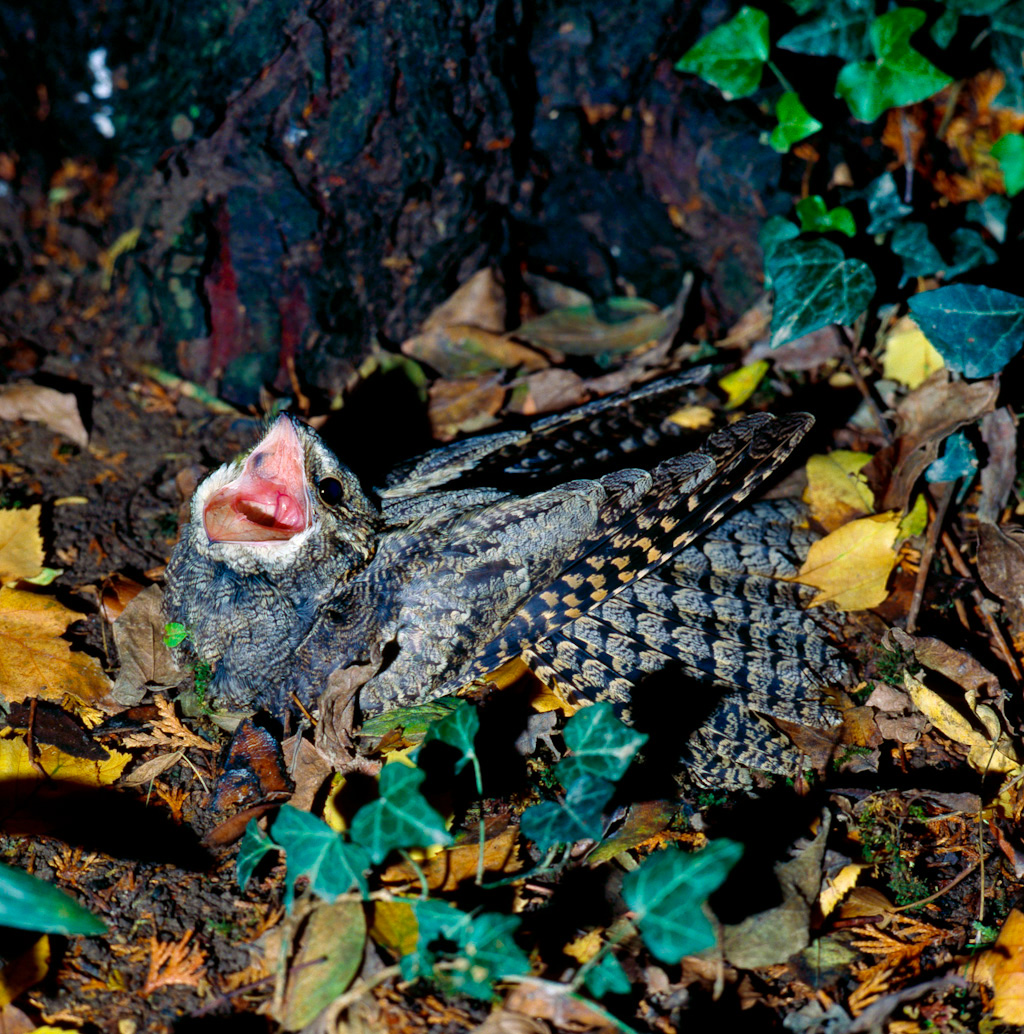
Nattskärra i rede på marken, med varnande öppet gap.

Nattskärran orienterar med synen och är, både under häckningstiden och på vintern, uteslutande skymnings- och nattaktiv. Den tillbringar dagen på marken, ofta med indraget huvud. När den flyger upp mot ett träd landar den direkt på stammen och inte som andra fåglar på en gren. 

### Biotop
Nattskärran lever mest i öppna miljöer eller gles skog. I Europa förekommer den på öppna hedar och i buskmarker, men i dess norra utbredning mest i gles tallskog och på hyggen. Den häckar på upp till 5 000 meter över havet, ofta på glesa tallhedar och -åsar nära kalhyggen med frötallar.

### Föda
Nattskärrans föda består av flyginsekter, inklusive myggor. Fågeln är opportunist men föredrar större och mjukhudiga arter av skalbaggar och nattfjärilar. Dessutom äter den gärna tvåvingar. 

### Häckning
Nattskärran bildar par under häckningssäsongen. Oftast häckar arten endast en gång om året, men en andra häckning kan förekomma. Den lägger två ägg, tidigast i slutet av maj och början av juni, som är gråmarmorerade. De är 27–36 mm långa och 20–24 mm breda. Nattskärran bygger inget bo, utan äggen läggs på vegetationslös torr mark, i en grund grop; äggen ruvas i 17–21 dagar, nästan uteslutande av honan.
Ungarna matas av båda föräldrarna tills de är flygga efter mindre än 20 dagar. Juvenilerna lämnar oftast, utan särskild övningsflygning, uppväxtområdet genast efter att de blivit självständiga.

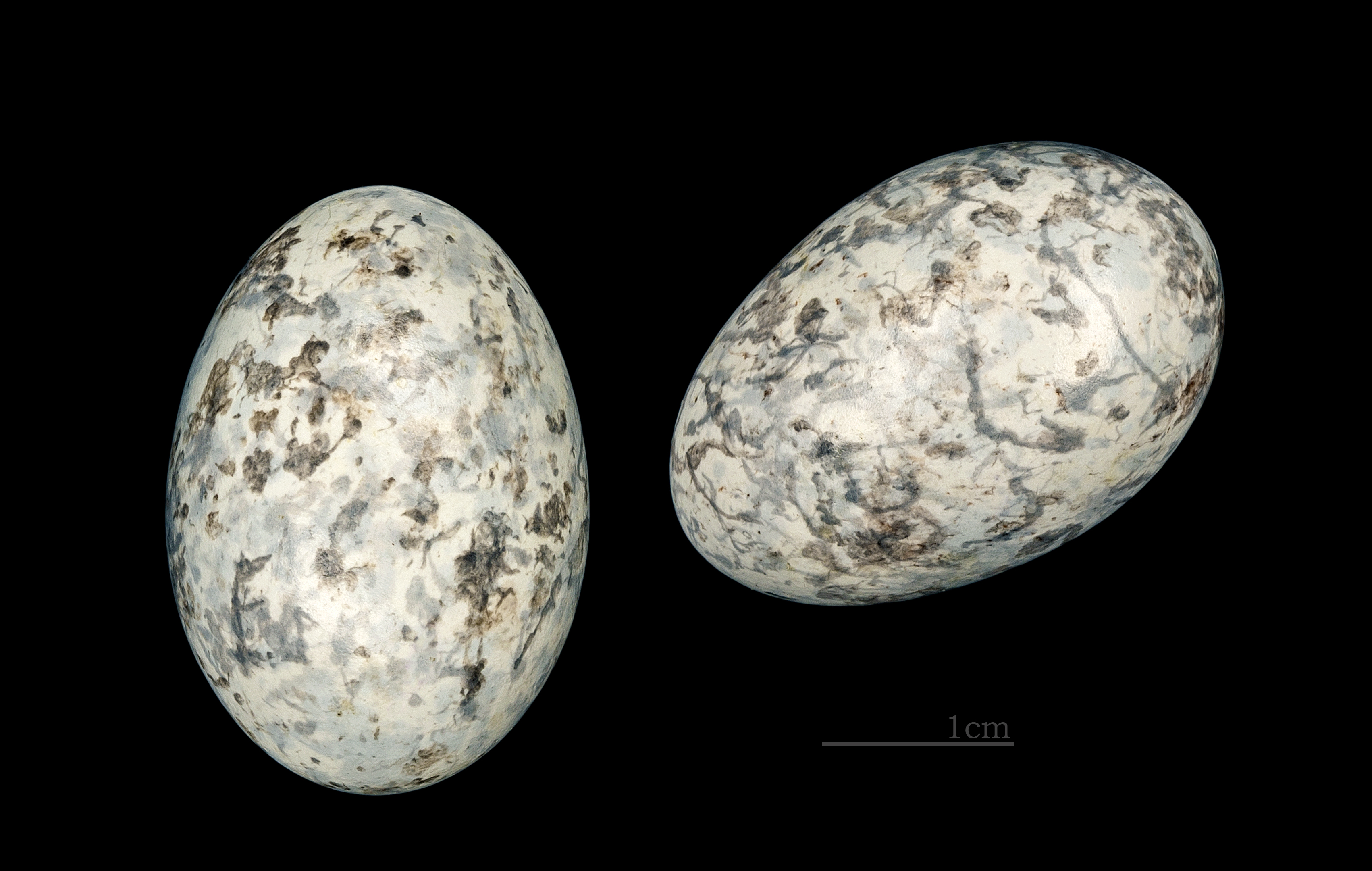
Ägg från nattskärra.

## Nattskärran och människan

### Status och hot
Nattskärrans utbredningsområde är mycket stort och trots att den har minskat i antal bedöms den globala populationen inte som hotad och IUCN kategoriserar den som livskraftig (LC). Populationen i Europa har dock minskat kraftigt under senare delen av 1900-talet. Nattskärran tycks ha missgynnats av förändringar i jord- och skogsbruket som lett till tätare skog utan inslag av åkerbruk och betesmark och större andel gran på bekostnad av tall och lövträd. Det är också relativt vanligt att nattskärror som sitter på vägar blir överkörda av bilar.

#### Status i Sverige
I Sverige har nattskärran tidigare varit rödlistad. 2005 kategoriserades den som sårbar och 2010 som nära hotad i Artdatabankens rödlista. 2015 ansågs hotläget vara ännu bättre, varför den omkategoriserades som livskraftig och finns därmed ej längre med på rödlistan. Beståndet i Sverige uppskattas till mellan 12 000 och 18 000 könsmogna individer. Den ökar i antal.

### Folktro och i kulturen

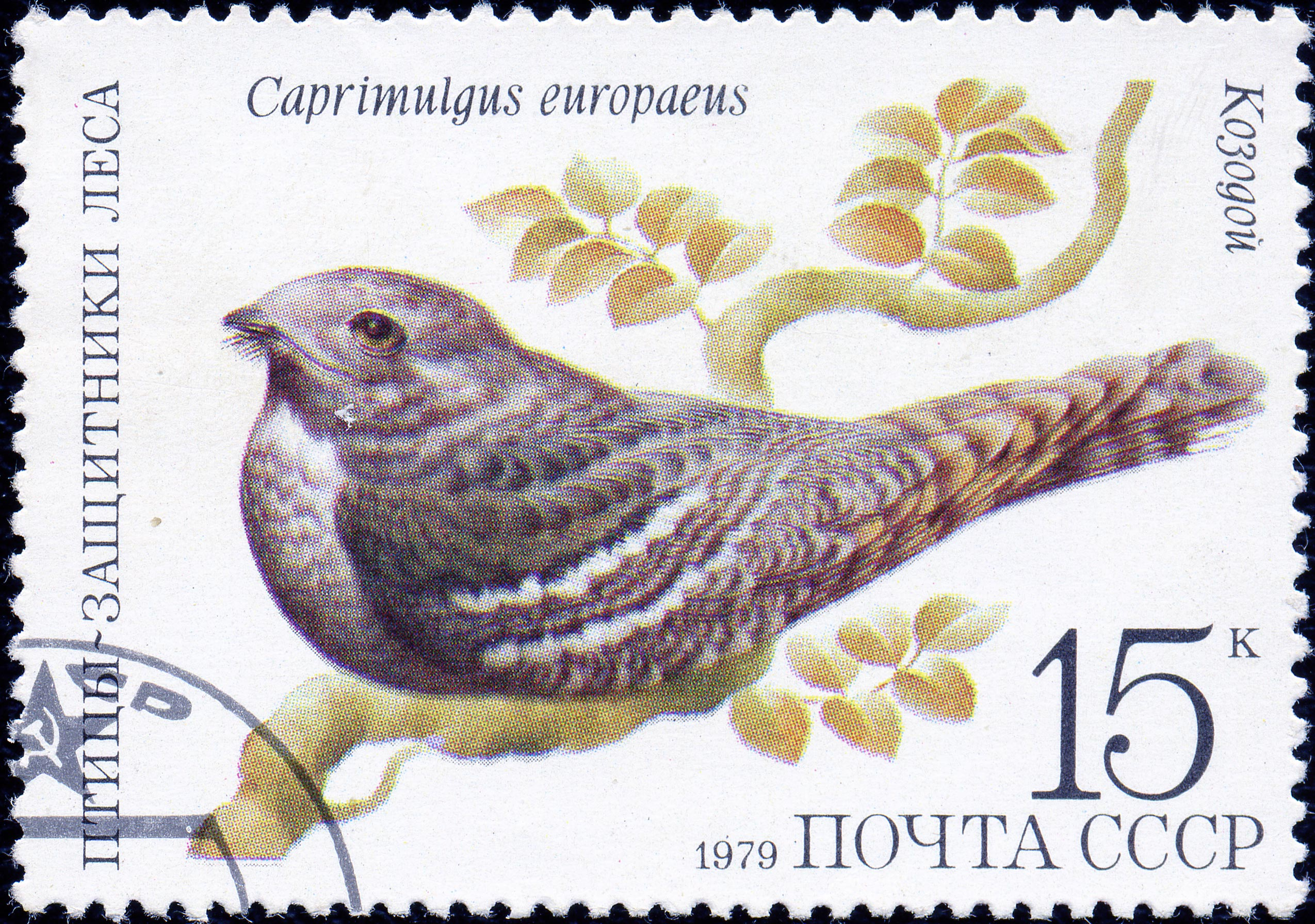
Sovjetiskt frimärke från 1979.

Nattskärran tilldrar sig uppmärksamhet genom sin närgångenhet och sitt orädda uppträdande samt genom sitt nattliga levnadssätt och den tysta spöklika flykten. Den har sedan äldre tider varit föremål för många vidskepliga föreställningar. I delar av Norden finns den gamla föreställningen att nattskärran egentligen är en död människas själ.
Enligt en gammal föreställning, som är utbredd hos befolkningen i södra och mellersta Europa, skulle nattskärran suga mjölk av getter och andra kreatur som går på bete; denna tro har beskrivits av Plinius d.ä. Föreställningen, som lett till det latinska artnamnet (= 'getmjölkare'), kan möjligen komma av att nattskärror utnyttjar den rika förekomsten av insekter i närheten av boskapen.
Poeten och essäisten Sten Selander har jämför nattskärrans läte med en spinnrock. I Karin Boyes dikt "Nattkärran" beskrivs ljudet som "Fjärran, fjärran, nattskärran sjunger ensam sin tonlösa, tröstlösa vaggmelodi", men Boye beskriver även nattskärrans vana att höras i den sena skymningen: "Ingen kan längta så mot det fjärran som skärran mot det evigt vinkande, evigt vikande blå".

### Namn
Att nattskärran spelar en stor roll i folks medvetande bevisas även av dess många namn. Det finns ett hundratal dialektala namn på nattskärra som blakka, hörknarr, kvällknarr, nattblacka, nattblarra, nattskräv(l)a, nattskäddra, spinnrock och spånkäring. Alla dessa namn anser man härstammar från nattskärrans besynnerliga nattliga läten. I Töftedals socken i Dalsland kallades den förr för qvällskena medan detta dialektala namn i norra Bohuslän istället användes för fladdermöss. På Fårö ska den ha kallats nattnorpa.
Ändelsen skärra brukar härledas till dess läte, men kan även vara kopplat till det äldre svenska namnet på skata, nämligen skjora, skjura eller skäre, vilket i sin tur kan vara kopplat till nattskärrans lite skat-liknande utseende med sin långa stjärt, då den flyger om natten.
Föreställningen att nattskärror suger mjölk från kreatur har också gett dem olika namn som det tyska namnet ziegenmelker, det danska "gede-malker" och det latinska namnet caprimulgus. Dessa tre namn betyder alla "getmjölkare". Något motsvarande svenskt folknamn tycks inte finnas.